# Panzerzug Nowak
Der Panzerzug Nowak (vorher: Panzerzug Neugebauer und später Panzerzug Nowak II) war ein improvisierter polnischer Panzerzug während des dritten schlesischen Aufstandes von 1921.

## Geschichte
Als am 2. Mai 1921 der dritte schlesische Aufstand begann, setzten die Aufständischen eine größere Anzahl an Panzerzügen ein, darunter auch den Panzerzug Nowak. Dieser wurde zwischen dem 13. und 15. Mai mit Wagen aus Polen in Zawadzkie zusammengestellt und in Dienst genommen. Der Panzerzug Nowak war der erste Panzerzug seiner Art bei den Schlesischen Aufständen und wurde beim Panzerzugregiment der Gruppe Północ eingesetzt. Nach dem ersten Juni 1921 und der Gründung der Panzerzugdivisionen erhielt er die Nummer 13 und wurde er Teil der 7. Panzerzugdivision mit der Bezeichnung Pociąg pancerny 13 „Nowak“ (kurz: P.P., deutsch: Panzerzug). Der Name stammte vom Nachnamen des Kommandeurs der Gruppe Północ, Alojzy Nowak. Der kurzzeitig genutzte Name Neugebauer stammte ebenfalls von ihm, da dies sein Pseudonym war.

## Technische Daten

### Lokomotiven

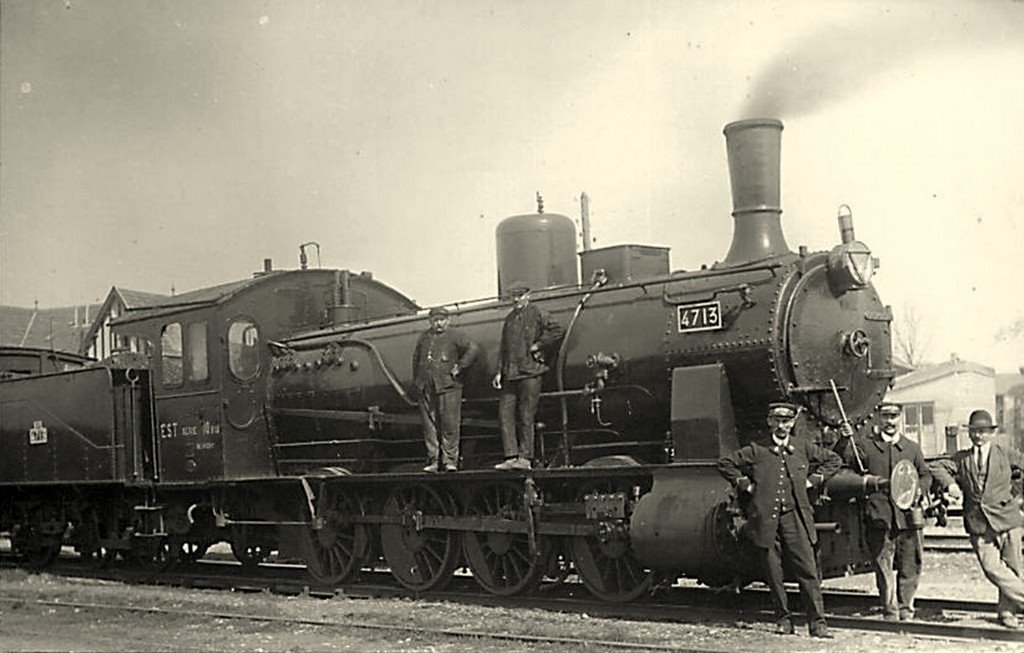
Ungepanzerte Preußische G 7.1

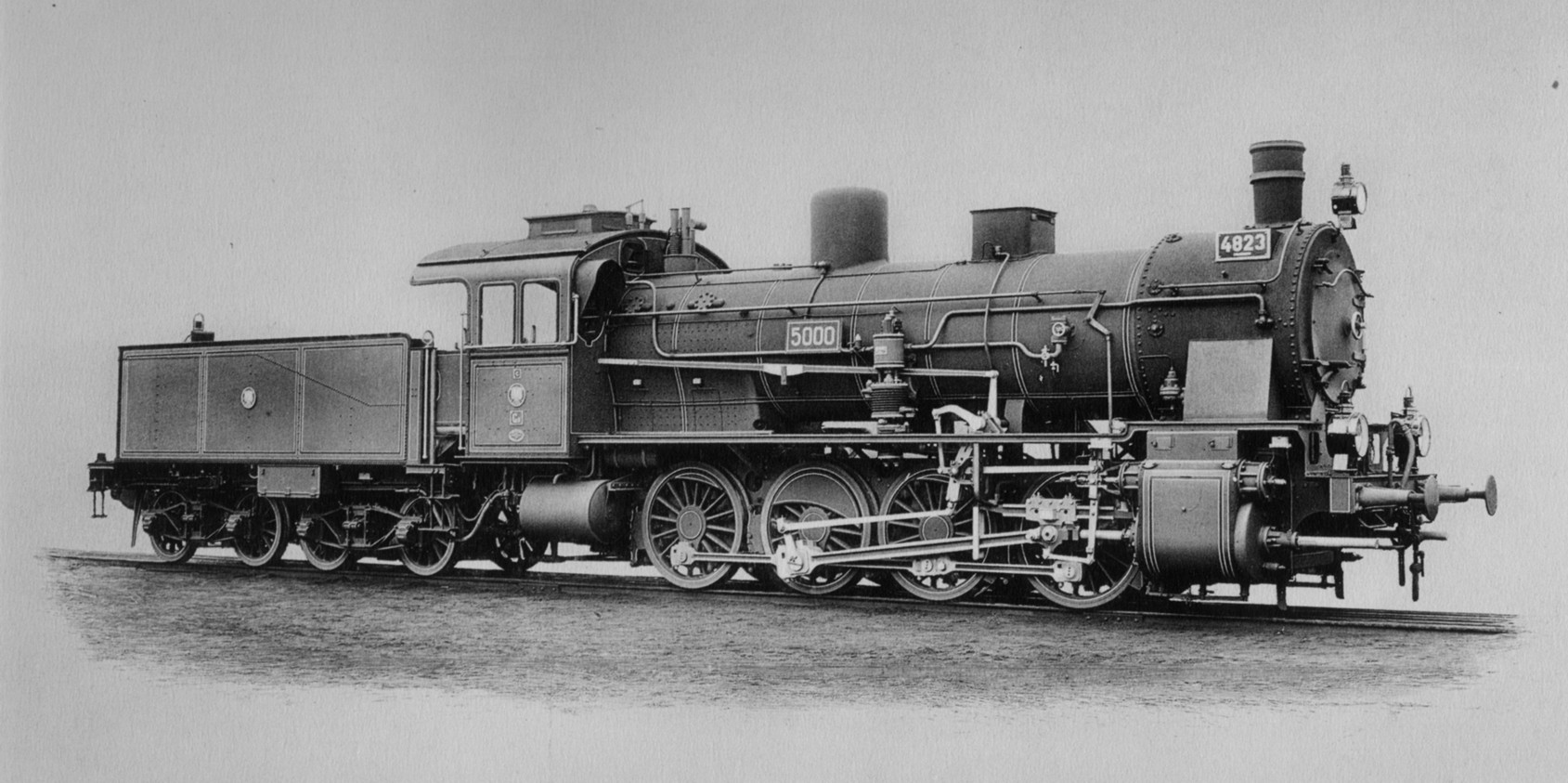
Ungepanzerte Preußische G 8

Die erste genutzte Dampflokomotive des Panzerzugs Nowak war eine teilweise gepanzerte Preußische G 7.1. Sie wurde mit 10 mm dicken Stahlplatten gepanzert, jedoch nur der Führerstand und der Kessel. Eine genauere Bezeichnung oder Seriennummern dieser Dampflokomotive konnten nicht ermittelt werden.
Nach mehreren Kämpfen wurde der Panzerzug vom 1. bis 6. Juni 1921 gewartet und aufgewertet. Da die erste Dampflokomotive mehrere Beschädigungen aufwies, wurde diese gegen eine Preußische G 8 ausgetauscht. Diese wurde in den Werkstätten in Polen komplett mit Stahlplatten gepanzert. Auch bei dieser Dampflokomotive konnten keine Seriennummern ermittelt werden.

### Artilleriewagen
Der Panzerzug Nowak / Nowak II verfügte über zwei Artilleriewagen. Diese war ursprünglich zweiachsige Kohlewagen aus Eisen. Beide verfügten über je ein französisches 6,5-cm-Gebirgsgeschütz. Die Geschütze hatten einen Schusswinkel in der Horizontalen von 160°. Die Panzerung der Wagen bestand aus 10 mm dicken Eisenblechen. Hinter den Eisenblechen wurde eine 20 cm dicke Schicht aus Beton gegossen, welche im Inneren noch mit einer 5 cm dicken Schicht aus Holzbrettern verkleidet wurde.

### Maschinengewehrwagen
Weiterhin verfügte der Panzerzug Nowak / Nowak II über zwei Maschinengewehrwagen. Beide waren gedeckte Güterwagen aus Eisen mit je sechs Maschinengewehren. Die Panzerung bestand ebenfalls aus 10 mm dicken Eisenblechen, einer 20 cm dicken Betonschicht und 5 cm dicken Holzbrettern.

### Sturmwagen
Der Sturmwagen des Panzerzuges war für den Transport eines Infanterie-Sturmzuges vorgesehen. Dieser Wagen war ein zweiachsiger, gedeckter Kühlwagen aus Holz. Er wurde, wie die anderen Wagen, mit Eisenblechen, Beton und Holzbrettern gepanzert.

### Abstoßwagen
Am Anfang und Ende des Zuges befand sich je ein zweiachsiger Flachwagen, welcher als Abstoßwagen genutzt wurde. Diese sollten als erstes auf mögliche Minen oder beschädigte Gleise auffahren und somit den Panzerzug schützen. Zusätzlich wurde Material für den Gleisbau darauf transportiert.

## Einsatz
Am 16. Mai 1921 wurde der Panzerzug Nowak das erste Mal bei der Schlacht bei Zębowice eingesetzt. Danach fuhr er immer wieder Patrouillen in diesem Gebiet. Vom 20. bis 22. Mai kam es zu Verteidigungsgefechten von Zębowice. Am 30. und 31. Mai 1921 wurde der Panzerzug bei Kämpfen um Szymiszów eingesetzt und bewährte sich. Dennoch erlitt der Panzerzug mehrere Schäden und wurde nach Zawadzkie zur Wartung, Reparatur und Aufwertung geschickt. Zwischen dem 1. und 6. Juni wurde der Panzerzug in den dortigen Eisenbahnwerkstätten gewartet und verbessert. Nach diesen Arbeiten erhielt der Panzerzug den neuen Namen Panzerzug Nowak II. Der neue Stationierungsort war danach Lubliniec.
Anfang Juli 1921, nach dem Ende der Aufstände, deckte der Panzerzug Nowak II den Abzug der nördlichen Truppen nach Herbów in der Nähe von Częstochowa. Am 5. Juli wurde der Transportzug Nummer 9445, bestehend aus dem Panzerzug Nowak II und dem Panzerzug Zygmunt Powstaniec, gebildet. Dies sollte die letzte Fahrt der Gruppe Północ in Richtung Kielce werden. Einige Tage später traf der erste Teil, der Panzerzug Nowak II, in Posen ein und wurde offiziell außer Dienst genommen.

## Zugpersonal
- Zugkommandant Leutnant Tuchołka (13. Mai 1921 – unbekannt)[1]
- Zugkommandant Leutnant Jan Horst (unbekannt – Juli 1921)[1]
- Artilleriekommandant Leutnant Simo Lenski (13. Mai 1921 – Juli 1921)[1]
- Maschinengewehrkommandant Oberleutnant Tworek (13. Mai 1921 – Juli 1921)[1]
- Strumzugkommandant Oberst Rozicki (13. Mai 1921 – Juli 1921)[1]
- Lokführer Piotr Drapala (13. Mai 1921 – Juli 1921)[1]
- Heizer Piotr Stas (13. Mai 1921 – Juli 1921)[1]
- Heizer N. Tajbert (13. Mai 1921 – Juli 1921)[1]

## Zugzusammensetzung
Die Zusammensetzung des Zuges wird von vorne nach hinten aufgeführt:
- Abstoßwagen
- Artilleriewagen
- Maschinengewehrwagen
- Panzerlokomotive
- Sturmwagen
- Maschinengewehrwagen
- Artilleriewagen
- Abstoßwagen